# Salem (Kentucky)
Salem es una ciudad ubicada en el condado de Livingston en el estado estadounidense de Kentucky. En el Censo de 2010 tenía una población de 752 habitantes y una densidad poblacional de 340,39 personas por km².

## Geografía
Salem se encuentra ubicada en las coordenadas 37°15′53″N 88°14′28″O / 37.26472, -88.24111. Según la Oficina del Censo de los Estados Unidos, Salem tiene una superficie total de 2.21 km², de la cual 2.2 km² corresponden a tierra firme y (0.35%) 0.01 km² es agua.

## Demografía
Según el censo de 2010, había 752 personas residiendo en Salem. La densidad de población era de 340,39 hab./km². De los 752 habitantes, Salem estaba compuesto por el 97.21% blancos, el 0.8% eran afroamericanos, el 0.93% eran amerindios, el 0.27% eran asiáticos, el 0% eran isleños del Pacífico, el 0% eran de otras razas y el 0.8% pertenecían a dos o más razas. Del total de la población el 1.6% eran hispanos o latinos de cualquier raza.